# Joshua Van
Joshua Van Bawi Thawng (Hakha, Birmania; 10 de octubre de 2001) es un artista marcial mixto birmano que actualmente compite en la división de peso mosca de Ultimate Fighting Championship (UFC).Desde el 1 de julio de 2025, está en la posición #1 del ranking de peso mosca.
El 15 de diciembre de 2024 fue incluido en el Salón de la Fama de la promotora Fury FC.

## Carrera de artes marciales mixtas

### Amateur
Joshua Van inició su carrera de MMA en el circuito amateur bajo la promotora Fury FC, una organización destacada para el desarrollo de nuevos talentos. Debutó en Fury FC 43, mostrando rápidamente sus habilidades y potencial. Continuó su trayectoria compitiendo en eventos como Fury FC 44 y Fury FC 45, acumulando experiencia y perfeccionando su técnica.
El punto culminante de su etapa amateur llegó en el evento Fury Amateur Series 34, donde capturó el campeonato de peso mosca amateur al derrotar a Antonio Figuereido. Este logro lo consolidó como un contendiente prometedor al cerrar su carrera amateur con un récord invicto de 4-0

### Fury FC
Joshua Van debutó como peleador profesional el 17 de octubre de 2021 en Fury FC 52, enfrentándose a Tony Esquivel. Fury FC se convirtió en la promotora clave para el desarrollo de su carrera profesional, donde obtuvo un récord de siete victorias y una derrota.
Uno de los momentos más destacados de su trayectoria en Fury FC ocurrió el 18 de diciembre de 2022, cuando disputó el título vacante de peso mosca de la compañía. En esa ocasión, se enfrentó a Cleveland McLean, a quien derrotó en el segundo asalto mediante una rear naked choke, consagrándose como campeón de la división. Este triunfo consolidó a Van como uno de los principales talentos del circuito regional y lo catapultó hacia oportunidades mayores en su carrera profesional.

### Ultimate Fighting Championship
Con un récord profesional de 7-1, Van debutó en la UFC en el evento UFC on ABC 5 realizado el 24 de junio de 2023. En esa ocasión, se enfrentó al kazajo Zhalgas Zhumagulov durante las preliminares de la noche, obteniendo la victoria por decisión dividida en un combate cerrado y muy disputado.
Van estaba originalmente programado para participar en el Dana White's Contender Series el 8 de agosto de 2023, enfrentándose a Kevin Borjas. Sin embargo, esta pelea fue cancelado ya que Van firmó directamente con la promoción. A pesar de esto, el enfrentamiento se reprogramó para UFC 259 el 11 de noviembre de 2023, donde Van obtuvo su segunda victoria en la organización.
Van se enfrentó a Felipe Bunes el 13 de enero de 2024 en UFC Fight Night 234. Van ganó la pelea por nocaut técnico (TKO) al detener a su oponente en el segundo asalto.
Tras este éxito, Van paso por una etapa de inactividad debido a cuatro cancelaciones consecutivas de oponentes, lo que lo mantuvo sin pelear durante seis meses. Su siguiente combate fue el 13 de julio de 2024 contra Charles Johnson en UFC on ESPN 59, en la que Van sufrió su primera derrota, siendo noqueado por un uppercut en el tercer asalto.
Van se enfrentó a Edgar Chairez el 14 de septiembre de 2024 en UFC 306. Mostrando una notable recuperación tras su derrota anterior, Van dominó a su rival y obtuvo la victoria por decisión unánime.
Van se enfrentó a Cody Durden el 7 de diciembre de 2024 en UFC 310. Van ganó la pelea por decisión unánime.
Joshua Van estaba programado para enfrentar a Bruno Silva el 8 de marzo de 2025 en el evento numerado UFC 313, sin embargo, la pelea no se concretó debido a una lesión de Silva. En su lugar, Van se enfrentó a Rei Tsuruya, a quien derrotó por decisión unánime quitándole su invicto.
El 7 de junio de 2025, Joshua Van se enfrentó a Bruno Silva en UFC 316, obteniendo la victoria por nocaut técnico (TKO) en el tercer asalto.
Pocos días después de su última pelea, Van aceptó reemplazar a Manel Kape en UFC 317, programado para el 28 de junio de 2025, donde se enfrentó a Brandon Royval, quien en ese entonces ocupaba el número #1 en el ranking de peso mosca. Joshua Van derrotó a Royval por decisión unánime. Esta pelea lo hizo merecedor al premio de Pelea de la Noche por primera vez en su carrera.

## Campeonatos y logros
- Fury Fighting Championship
  - Campeón amateur de Peso Mosca de la FFC
  - Campeón de Peso Mosca de la FFC
  - Salón de la fama de Fury FC
- Ultimate Fighting Championship
  - Pelea de la Noche (una vez) vs. Brandon Royval[20]
  - Mayor número de golpes significativos lanzados por minuto en la historia de la UFC (8,86 por minuto)[21]

## Récord en artes marciales mixtas
| Récord profesional | Récord profesional | Récord profesional |
| 17 peleas          | 15 victorias       | 2 derrotas         |
| ------------------ | ------------------ | ------------------ |
| Nocaut             | 7                  | 1                  |
| Sumisión           | 2                  | 1                  |
| Decisión           | 6                  | 0                  |

| Resultado | Récord | Oponente           | Método                               | Evento                                 | Fecha                   | Ronda | Tiempo | Localización          | Notas                                   |
| --------- | ------ | ------------------ | ------------------------------------ | -------------------------------------- | ----------------------- | ----- | ------ | --------------------- | --------------------------------------- |
| Victoria  | 15–2   | Brandon Royval     | Decisión (unánime)                   | UFC 317                                | 28 de junio de 2025     | 3     | 5:00   | Las Vegas, Nevada     | Pelea de la Noche                       |
| Victoria  | 14–2   | Bruno Silva        | TKO (derechazo)                      | UFC 316                                | 7 de junio de 2025      | 3     | 4:01   | Newark, New Jersey    |                                         |
| Victoria  | 13–2   | Rei Tsuruya        | Decisión (unánime)                   | UFC 313                                | 8 de marzo de 2025      | 3     | 5:00   | Las Vegas, Nevada     |                                         |
| Victoria  | 12–2   | Cody Durden        | Decisión (unánime)                   | UFC 310                                | 7 de diciembre de 2024  | 3     | 5:00   | Las Vegas, Nevada     |                                         |
| Victoria  | 11–2   | Edgar Cháirez      | Decisión (unánime)                   | UFC 306                                | 14 de Septiembre 2024   | 3     | 5:00   | Las Vegas, Nevada     |                                         |
| Derrota   | 10–2   | Charles Johnson    | TKO (uppercut)                       | UFC on ESPN 59                         | 13 de julio de 2024     | 3     | 0:20   | Denver, Colorado      |                                         |
| Victoria  | 10–1   | Felipe Bunes       | TKO (ground & pound)                 | UFC Fight Night: Ankalaev vs. Walker 2 | 13 de enero de 2024     | 2     | 4:31   | Las Vegas, Nevada     |                                         |
| Victoria  | 9–1    | Kevin Borjas       | Decisión (unánime)                   | UFC 295                                | 11 de noviembre de 2023 | 3     | 5:00   | Nueva York            |                                         |
| Victoria  | 8–1    | Zhalgas Zhumagulov | Decisión (unánime)                   | UFC on ABC: Emmett vs. Topuria         | 24 de junio de 2023     | 3     | 5:00   | Jacksonville, Florida |                                         |
| Victoria  | 7–1    | Cleveland McLean   | Sumisión (standing rear-naked choke) | Fury FC 72: Van vs. McLean             | 18 de diciembre de 2022 | 2     | 4:49   | Houston, Texas        | Ganó el título de Peso Mosca de la FFC. |
| Victoria  | 6–1    | Paris Moran        | KO (golpe)                           | Fury FC 67                             | 14 de agosto de 2022    | 2     | 0:36   | Houston, Texas        |                                         |
| Victoria  | 5–1    | Mario Suazo        | Sumisión (calf slicer)               | Fury FC 62                             | 15 de mayo de 2022      | 2     | 4:23   | Colorado              |                                         |
| Victoria  | 4–1    | Angelo Trujillo    | TKO                                  | Fury FC 60                             | 24 de abril de 2022     | 1     | 1:36   | Houston, Texas        |                                         |
| Victoria  | 3–1    | Francisco Obando   | KO (golpes)                          | Fury FC 57                             | 11 de febrero de 2022   | 1     | 3:08   | Texas                 |                                         |
| Derrota   | 2–1    | Devon Jackson      | Sumisión (rear-naked choke)          | Fury FC 55                             | 19 de diciembre de 2021 | 2     | 4:58   | Houston, Texas        |                                         |
| Victoria  | 2–0    | Chase Eastham      | TKO (ground & pound)                 | Fury FC 54                             | 21 de noviembre de 2021 | 2     | 3:24   | Houston, Texas        |                                         |
| Victoria  | 1–0    | Tony Esquivel      | TKO                                  | Fury FC 52                             | 17 de octubre de 2021   | 2     | 2:14   | Houston, Texas        |                                         |